# Demokratska Federativna Jugoslavija
 Ovo je glavno značenje pojma Demokratska Federativna Jugoslavija. Za druga značenja pogledajte Jugoslavija (razdvojba).
Demokratska Federativna Jugoslavija je ime koje je Jugoslavija u prijelaznom razdoblju između Prve (Kraljevine) Jugoslavije i Druge (SFR) Jugoslavije, od 7. ožujka do 29. studenoga 1945., iako se taj naziv spominje i u vrijeme konstituiranja federalnih država koje će kasnije biti nazvane narodnim republikama.
Ime se pojavljuje nakon što je kralj Petar II. Karađorđević pristao na formiranje kraljevskog namjesništva, koje zatim daje mandat Josipu Brozu Titu za formiranje privremene vlade, u koju su ušli članovi NKOJ-a i šest istaknutih građanskih političara. 
Nova vlada nije prisegnula »kralju i narodu«, kako su prisezale vlade Kraljevine Jugoslavije, nego samo »narodu«. Ime države promijenjeno je, iako monarhija (makar službeno) nije ukinuta. Ostala je na snazi odluka AVNOJ-a o zabrani povratka kralja u zemlju, te dogovoreno da će se to pitanje riješiti demokratskim putem po završetku rata. Istaknuto je federativno uređenje. Hrvatska je konstituirana kao Federalna Država Hrvatska (FDH, kraće Federalna Hrvatska), nasuprot postojanju Nezavisne Države Hrvatske.
Ustavotvorna skupština je 29. studenoga 1945. donijela odluku o ukidanju monarhije, te ime države promijenila u Federativna Narodna Republika Jugoslavija; novo je ime postalo službeno tek Ustavom od 31. siječnja 1946., a donijela su ga oba doma Ustavotvorne skupštine tj. Savezna skupština Ustavotvorne skupštine te Skupština naroda Ustavotvorne skupštine.

## Povijest
Tijekom II. svjetskog rata KP Jugoslavije (KPJ; zabranjena od 1921), pod vodstvom Josipa Broza-Tita, uspješno je organizirala partizanski oružani otpor okupatorima i njihovim saveznicima, snagama NDH i ostatcima kraljevske vojske (četnici). Od kraja 1942. partizanski je pokret stvarao političko-predstavnička tijela (AVNOJ i dr.), kao osnovicu za federalno uređenje poratne Jugoslavije. U borbi za diplomatsko priznanje, Tito je pristao (1944.) na sudjelovanje dijela građanskih stranaka u prijelaznoj vlasti i izborima, no njihov veći utjecaj bio je blokiran. Privremena vlada Demokratske Federativne Jugoslavije, pod Titovim predsjedništvom, osnovana je u ožujku 1945. i priznata od Velike Britanije, SAD-a i SSSR-a. Nakon prvih poratnih izbora (11. studenog 1945.), KPJ zadržala je vlast i uspostavila jednopartijski režim. Federativna Narodna Republika Jugoslavija (FNRJ) proglašena je 29. studenog 1945. (svrgnuta dinastija Karađorđevića bila je lišena svih prava). Tito je bio imenovan za premijera, a 14. siječnja 1953. postao je predsjednik republike. Ustav FNRJ donesen je 30. siječnja 1946., a do početka 1947. doneseni su i ustavi republika (Crne Gore, Bosne i Hercegovine, Makedonije, Slovenije, Srbije i Hrvatske). Uspostavljanje republika provedeno je uz znatne izmjene teritorija južnoslavenskih zemalja ujedinjenih 1918. Hrvatska je sjedinila područje nekadašnje Hrvatske i Slavonije, Dalmaciju, područje Rijeke i veći dio Istre, dobila je Međimurje i Baranju, a ustupila istočni Srijem (Srbiji) te Boku i južno primorje (Crnoj Gori, koja je Srbiji ustupila Metohiju). Od nekadašnje južne Srbije stvorena je Makedonija, a Vojvodina je ušla u sastav Srbije. Sloveniji je pripojeno Prekomurje, a nakon razgraničenja s Italijom (1947., 1954.) i dio teritorija ustupljenoga Rapallskim ugovorom (veći dio Istre sjedinjen je Hrvatskoj). Uglavnom nepromijenjene ostale su granice Bosne i Hercegovine, koja je Crnoj Gori ustupila područje Sutorine. U Srbiji su 1945. formirane Autonomna Pokrajina Vojvodina i Autonomna Kosovsko-Metohijska Oblast (od 1963. Autonomna Pokrajina Kosovo). Od kraja 1950-ih, nakon dovršena razgraničenja prema susjednim državama, FNRJ je obuhvaćala oko 255 800 km²: Srbija 34,5% (88 361 km²), Hrvatska 22,1% (56 542 km²), BiH 20% (51 129 km²), Makedonija 10,1% (25 713 km²), Slovenija 7,9% (20 251 km²) i Crna Gora 5,4% (13 812 km²). Oko 8,4% teritorija FNRJ obuhvaćala je Vojvodina (21 506 km²), a 4,3% Kosovo i Metohija (10 887 km²); Vojvodina je obuhvaćala 24,3% srbijanskoga teritorija, a Kosovo i Metohija 12,3%. Prema udjelu u ukupnom stanovništvu (16,93 milijuna stanovnika 1953.) najviše je bilo Srba (41,6%), Hrvata (23,4%) i Slovenaca (8,8%), a zatim neopredijeljenih Jugoslavena (5,9%), Makedonaca (5,3%), Šiptara, tj. Albanaca (4,5%), Mađara (3%), Crnogoraca (2,8%), Turaka (1,5%) i dr. Većina neopredijeljenih Jugoslavena bili su Muslimani, kojima je pod tim imenom nacionalna zasebnost priznata tijekom 1960-ih. Nacionalna se struktura stanovništva u idućim godinama promijenila: 1981. u ukupnom stanovništvu SFRJ (22,4 mil.) Srba je bilo 36,3%, Hrvata 19,8%, Muslimana 8,9%, Slovenaca 7,8%, Albanaca 7,7%, Makedonaca 6%, Crnogoraca 2,6%, Mađara 1,9% i dr.

## Politika
KPJ je odmah nakon kreiranja ove države revolucionarnim putem preuzela svu realnu vlast i ubrzo eliminirala sve građanske političare iz političkog života. Za vrijeme rata i poraća 1945. sustavno su se provodila masovna ubojstva s elementima genocida nad protivnicima KPJ (Bleiburg i Križni put), protjerivanja stanovništva (ponajviše njemačke manjine), teroriziranja religijskih zajednica (najpoznatiji je slučaj Stepinac), nacionalizacija imovine i općenito ukidanje bitnih elemenata demokracije.

## Vanjske poveznice

### Sestrinski projekti
|  | Wikizvor ima izvorni tekst Deklaracija o proglašenju Federativne narodne republike Jugoslavije |